# アイボリー

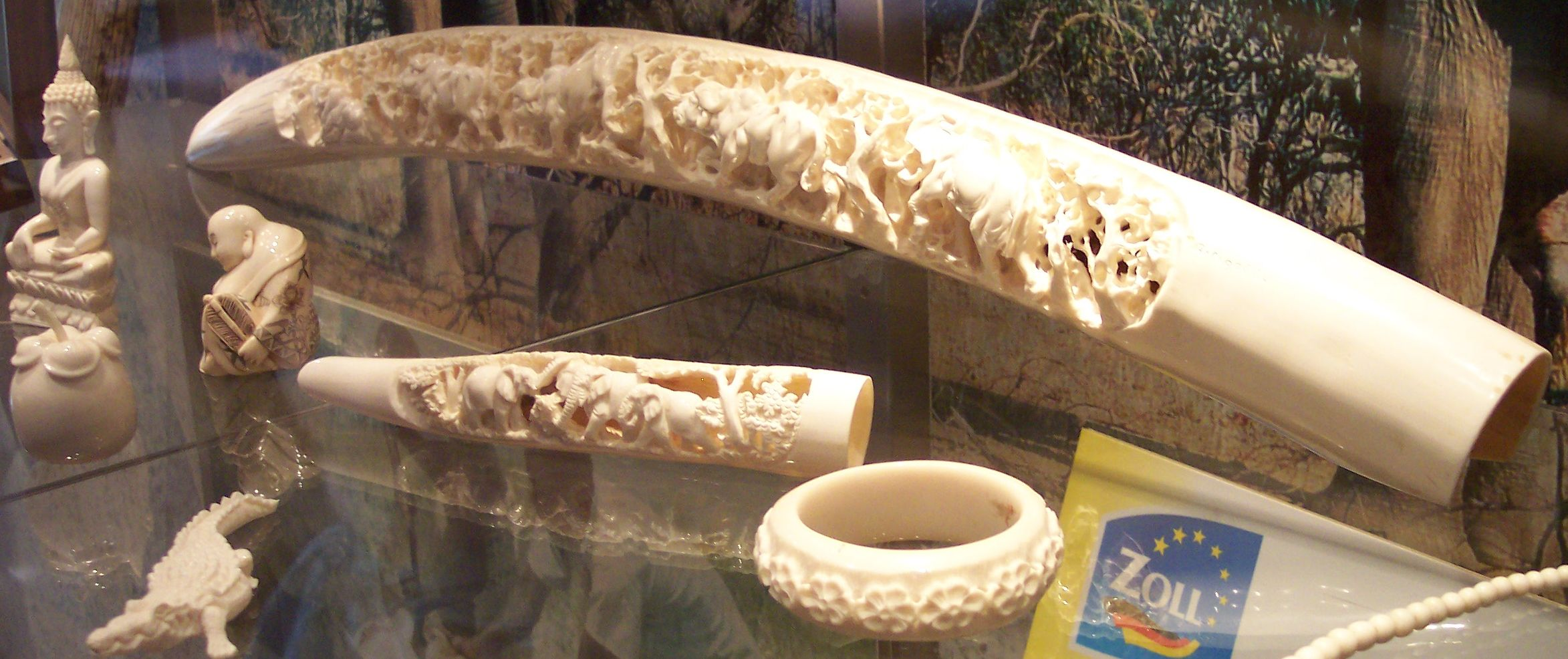
象牙の彫刻

アイボリー（ivory）は、色の一つ。アイヴォリーとも。（アイボリーは象牙（象の門歯）、マンモス、セイウチ、カバ、マッコウクジラ、シャチ、イッカク、イボイノシシなどの牙のことで、牙の色がこう呼ばれる。
淡く黄色がかったやや灰味の白色。クリーム色をさらに薄くしたような色である。
アイボリーホワイト（ivory white）ともいう。元来は、アイボリーは象の門歯そのものの灰色味を帯びた色、アイボリーホワイトはそれを加工するために研磨した黄色味の白色であったが、現在ではほぼ区別なく用いられると考えてよい。なお、アイボリーブラックは、象牙を焼いて作られた黒色顔料、もしくはその色である。
西洋では象牙は古くから重要な工芸材料あるいは建築材料であり、アイボリーの色名は古く1385年頃から見られる。
加工のしやすさや仕上がりの美しさなどから、日本においても高級材料として珍重されてきた。
現在では象牙の乱獲が規制されているため、象牙そのものが材料として用いられることはほとんどないが、アイボリーの色合いは暖かく落ち着いた高級感を演出する色として、様々な場面で用いられている。
日本では、近代になって象牙色（ぞうげいろ）という語も使われるようになった。これは伝統的な日本語の色名というよりは、英文学に登場する色の名前の訳語として生まれた名前である。日本古来の伝統色のなかでも練色に近い色調で、純白よりもいっそう日本人の生活域によく馴染む。
象牙色という表現は、翻訳文学に登場する際はエナメルや陶器などの色の形容のほかに北部ヨーロッパのコーカソイド（特にゲルマン人種）の肌の形容に使われる例もある。

## 近似色
- 白
- 肌色
- 練色
- クリーム色
- オフホワイト
- 生成色
- 鳥の子色 - 色彩学者の長崎盛輝は、この色の英名を「アイボリー」と紹介している。
- ベージュ